# Тере, Криста
Криста́ Тере́ (фр. Christa Théret; род. 25 июня 1991, Париж, Франция) — французская киноактриса.

## Биография
Криста Тере родилась 25 июня 1991 года в Париже, Франция. Её актёрская деятельность началась с фильма «Гильотина» (фр. Le couperet). У школы, в которой училась Криста, проходил кастинг: требовалась девушка для роли Бетти Давер. И именно юная Тере удостоилась этой роли. 
Из числа кинокартин, в которых Криста была задействована, наибольшую славу ей принесла роль шестнадцатилетней Лолы в фильме «LOL» (2008, режиссёр Лиза Азуэлос). Её маму в фильме сыграла известная французская актриса Софи Марсо.

## Фильмография
- 2018 — Двойная жизнь / Doubles vies — Лаура
- 2016 — Максимилиан / Maximilian — Мария Бургундская
- 2015 — На крыше мира[англ.] / Tout en haut du monde — Саша
- 2015 — Маргарита / Marguerite — Азель
- 2014 — Дело СК1 / L'Affaire SK1 — Элизабет Ортега
- 2012 — Человек, который смеется / L'homme qui rit — Дея
- 2012 — Ренуар. Последняя любовь / Renoir — Андре
- 2011 — Детка / La brindille
- 2011 — Майк / Mike
- 2010 — Кусочки льда / Le Bruit des glaçons — Евгения
- 2010 — Дьявольская деревня / Le village des ombres
- 2008 — Лол / LOL (Laughing Out Loud) — Лола
- 2007 — Только любовь? / Et toi t’es sur qui?
- 2005 — Гильотина / Le couperet — Бетти Давер